# خوليو كابريرا
خوليو كابريرا (بالإسبانية: Julio Cabrera)‏ هو سباح إسباني، ولد في 1 مارس 1942.

## وصلات خارجية
- خوليو كابريرا على موقع الاتحاد الدولي للسباحة (الإنجليزية)
- خوليو كابريرا على موقع اللجنة الأولمبية الدولية (الإنجليزية)
- خوليو كابريرا على موقع أوليمبيديا (الإنجليزية)
- خوليو كابريرا على موقع اللجنة الأولمبية الإسبانية (الإسبانية)